# Дуглас, Габриэль
Габриэль Кристина Виктория «Габби» Дуглас (англ. Gabrielle Christina Victoria "Gabby" Douglas, род. 31 декабря 1995 года в Вирджинии, США) — американская гимнастка, трёхкратная олимпийская чемпионка (2012 года в абсолютном и командном первенствах, 2016 в командном). Чемпионка мира в командном первенстве 2011 года. Первая гимнастка США, выигравшая командное и абсолютное первенство на одной Олимпиаде и первая афроамериканская гимнастка-олимпийская чемпионка.

## Биография

### Ранние годы
Родилась 31 декабря 1995 года в штате Вирджиния. Начала заниматься гимнастикой в возрасте 6 лет, когда её старшая сестра Ариэль убедила мать записать их в секцию. Первым тренером была Дэна Уолкер. В восьмилетнем возрасте Габриэль выиграла золотую медаль в многоборье на чемпионате штата Вирджиния.

### 2010
В 2010 году Дуглас дебютирует на суперкубке Насти Люкин, где занимает четвёртое место в многоборье. На турнире CoverGirl в Чикаго она становится третьей на бревне, шестой в опорном прыжке и девятой в многоборье. На юниорском чемпионате США Дуглас завоевывает серебряную медаль на бревне, становится четвёртой в многоборье и занимает восьмое место в вольных упражнениях.
В октябре 14-летняя Габриэль отправилась в Уэст-Де-Мойн, где продолжила тренировки под руководством Лиана Чоу — тренера олимпийской чемпионки Пекина Шон Джонсон, а также перешла на домашнее школьное обучение. Хотя Уолкер позже заявила, что Дуглас могла бы выиграть Олимпиаду, оставаясь в Вирджинии, сама Габриэль решила найти тренера другого уровня. Толчком к переезду послужило приглашение Чоу для улучшения хореографии Дуглас, и сама она была поражена тем, что Чоу научил её выполнять сложнейший элемент за один день. После этого Габриэль решает переехать в Техас, чтобы тренироваться с известным тренером, но Чоу отказался от этого только из уважения к Уолкер. После долгих уговоров Чоу всё-таки согласился принять Дуглас на обучение, хотя сначала относился к перспективе тренировать юную Габриэль скептически.

### 2011
Во время выступлений в рамках трофея Джесоло в Италии Габриэль завоевала золотую медаль в командных соревнованиях, став второй в вольных упражнениях, третьей на бревне и четвёртой в многоборье и опорном прыжке. На чемпионате США Дуглас занимает третье место на брусьях и лишь седьмое место в многоборье, но на чемпионате мира в Токио Габриэль помогла команде выиграть золото, а также заняла пятое место в упражнениях на разновысоких брусьях.

### 2012
На кубке Америки в марте Дуглас получает наивысшую общую оценку среди девушек, опередив свою соотечественницу и действующую чемпионку мира Джордин Уибер, однако эти баллы не засчитали, поскольку Габриэль была запасной. В марте она в командных соревнованиях побеждает на чемпионате Тихоокеанского региона, а также становится чемпионкой на брусьях. На национальном чемпионате Дуглас ей достаётся золото на брусьях, серебро в многоборье и бронза на вольных упражнениях. Превосходные выступления на брусьях привели к тому, что у Габриэль появилось прозвище «Белка-летяга». Включение в состав сборной США на Олимпиаду привело к тому, что Габриэль появилась на обложке журнала Sports Illustrated, а также приняла участие в ток-шоу Брайана Уильямса. 20 июля Габриэль появилась на обложке журнала Time.

#### Олимпиада в Лондоне
В составе сборной США Габриэль дебютировала на Олимпиаде в Лондоне, став двукратной Олимпийской чемпионкой: 31 июля она помогает сборной США в командных соревнованиях, выступив на всех снарядах, а 2 августа ей покорилось многоборье. Таким образом, Габриэль стала ещё и первой афроамериканской гимнасткой-олимпийской чемпионкой, выигравшей командное и абсолютное первенство на Олимпиаде. А вот на разновысоких брусьях Габриэль выступила неудачно и вовсе заняла последнее место. 7 августа Габриэль выступила в соревнованиях на бревне, но снова потерпела неудачу, сорвавшись со снаряда: она заняла 7-е место. Тем не менее, Габриэль в целом выступила успешно, став двукратной олимпийской чемпионкой.

### После Олимпиады
В 2020 году Дуглас приняла участие в американском танцевальном телешоу «Танцор в маске» на телеканале Fox в маске Сахарной ваты и смогла одержать победу.

## Личная жизнь
Отец — Тимоти Дуглас, мать — Натали Хокинс. Есть брат Джонатан и сёстры Джоэль и Ариэль, которая и помогла ей попасть в большой спорт.
Во время проведения Лондонской Олимпиады 2012 со спортсменкой произошла неприятная история: американская телекомпания NBC тонко намекнула на схожесть Габриэль с обезьяной, показав после выпуска новостей о победе Габриэль рекламный ролик с мартышкой на гимнастических кольцах.

## Избранная фильмография
| Год  |   | Русское название | Оригинальное название | Роль    |
| ---- | - | ---------------- | --------------------- | ------- |
| 2012 | с | Дневники вампира | The Vampire Diaries   | девушка |